# Billiat
Billiat település Franciaországban, Ain megyében. Lakosainak száma 669 fő (2022. január 1.). Billiat Injoux-Génissiat, Villes, Saint-Germain-sur-Rhône, Valserhône, Haut Valromey és Arlod községekkel határos.

## Népesség
A település népességének változása:
| Lakosok száma | 216  | 348  | 396  | 440  | 578  | 601  | 622  | 632  | 628  | 669  |
|               | 1968 | 1982 | 1990 | 2006 | 2013 | 2015 | 2017 | 2019 | 2020 | 2022 |